# 5128 Wakabayashi
5128 Wakabayashi (1989 FJ) là một tiểu hành tinh vành đai chính được phát hiện ngày 30 tháng 3 năm 1989 bởi M. Koishikawa ở Ayashi.